# Windmühle (Weimar)

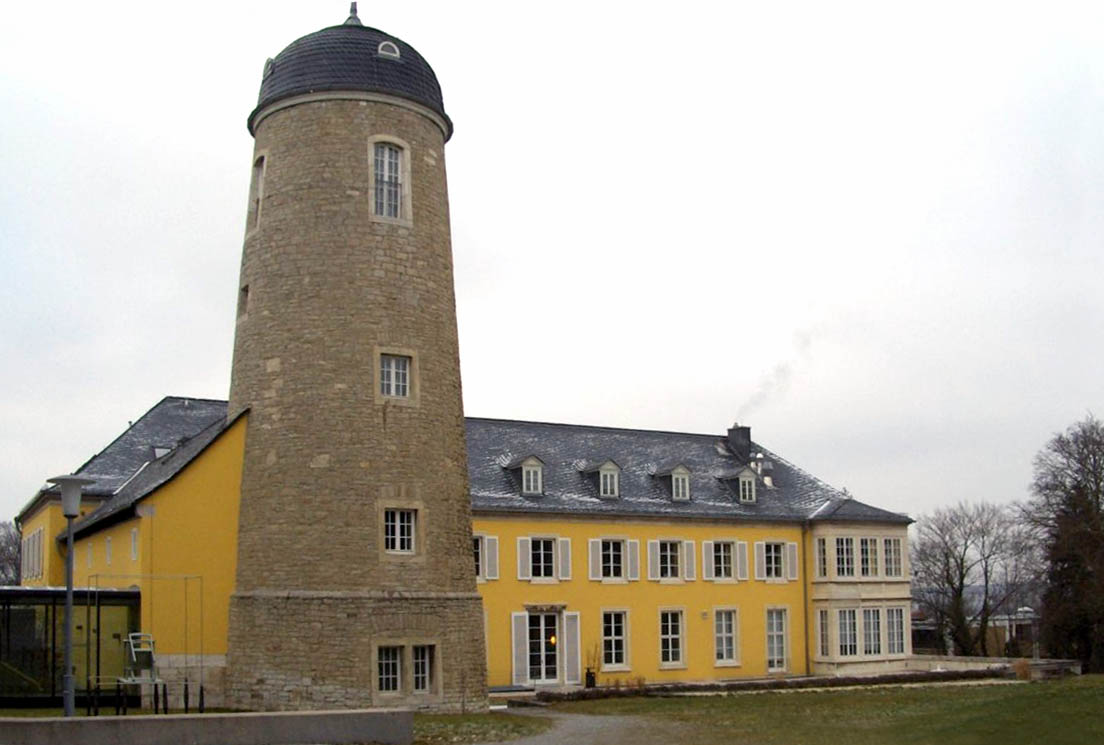
Windmühle von Gottlieb Wilhelm Letsch

Der Turm der Windmühle in Weimar befindet sich in der Windmühlenstraße. 

## Geschichte der Windmühle
Gottlieb Wilhelm Letsch (genaue Lebensdaten unbekannt) stammte aus Sachsenhausen und war Mühlenbesitzer. Er war von dieser Mühle der Erbauer. Die Vorgeschichte Letschs ist unbekannt. Alles, was über ihn bekannt ist, bezieht sich auf die Mühle oder den Versuch an anderen Stellen eine Mühle zu errichten.
Letsch besaß bereits eine Mühle vor dem Bau der nachfolgend erwähnten und hatte somit auch gewisse Erfahrung im Bau von Windmühlen. Im Fall der Weimarer Windmühle musste sich Letsch gegen die Widerstände der Wassermühlenbetreiber durchsetzen, die unliebsame Konkurrenz befürchteten. Die Weimarer Windmühle, die schließlich 1843 mit Genehmigung des Großherzogs Carl Friedrich gebaut wurde, wurde bis 1880 in Betrieb gehalten. Dabei hatte der Großherzog die Besitzer künftig um den Betrag zu entlasten, den der Windmüller künftig an Erbzins zu zahlen hatte. Die Mühle erwies sich als recht unrentabel, da sie aufgrund des Windmangels oft stillstand. Letsch versuchte als Alternative seine Mühle daher mit einer Dampfmaschine auszustatten, nahm davon jedoch Abstand, weil er eine in Naumburg befindliche Dampfmühle besichtigte und schlechte Erfahrungen damit machte. Schließlich versuchte Letsch am Asbach unweit des Schwansee oder am Faulrasenbach an der Flurgrenze zu Gaberndorf eine Wassermühle zu errichten, was aber an den Grundstücksverhandlungen scheiterte. Der ergebnislose Schriftverkehr zog sich bis 1856 hin. Im Jahr 1850 versuchte Letsch seinen Betrieb um eine Schneidemühle zu ergänzen. Dagegen erhoben die anderen Windmühlenbesitzer prompt Einwände, sodass es nicht dazu kam. Er wollte auch eine Ölpresse einbauen. Die Schneidemühlenvorrichtung durfte er einbauen. Der kommerzielle Erfolg war indes zweifelhaft. Letsch erscheint bis 1855 als Besitzer der Windmühle, die dann mehrfach den Besitzer wechselte. Der ursprüngliche Entwurf für die Mühle sah ein kreisförmiges Sockelgeschoss vor, der größer als der Turmschaft war. Nach einer Planänderung wurde das Erdgeschoss um den Turmschaft dann mit einem quadratischen Grundriss ausgeführt. Das Kuppeldach ist bedeckt aus dunklem Thüringer Schiefer, die Mauer ist aus Bruchsteinen des oberen Muschelkalks. Das Scheune ergänzte das Bauensemble. Axel Stefek schlussfolgerte daraus, dass der Müller auch eine kleine Landwirtschaft betrieben hat, weil die Mühle allein mit ihrem geringen Ertrag nicht zum Lebensunterhalt reichte. Nach dem Ende des Mühlenbetriebes war das Anwesen Wohnsitz von Anna Gräfin von Bernsdorf. Der Turm der in Weimar befindlichen Holländerwindmühle Letschs wurde in die Villa Sauckel einbezogen. Über diesen hatte der Gauleiter Sauckel auch Blick auf den Großen Ettersberg KZ Buchenwald. Der quadratische Unterbau des Turmes und die Scheune verschwanden. Es wurde erwähnt mit dieser Eigenschaft auch in der ZDF-Serie Böse Bauten.
An den Namen Gottlieb Wilhelm Letsch erinnert sich heute so gut wie niemand mehr. Die von ihm erbaute Windmühle ist aber noch präsent. Auch die unweit davon vorbeiführende Straße heißt seit 1908 Windmühlenstraße.
Die Windmühle ist denkmalgeschützt.

## Varia
Der Maler der Weimarer Malerschule Theodor Hagen malte eine Ansicht dieser Mühle, die sich in dem Besitz der Klassikstiftung Weimar befindet.